# شاوشيلونغ
الاشانسور (الاسم العلمي: Shaochilong) هو نوع من تحت رتبة كارنوصوريات.